# Stephan Balkenhol
Stephan Balkenhol (Fritzlar, 10 februari 1957) is een Duitse beeldhouwer.

## Leven en werk
Stephan Balkenhol groeide op in Kassel en bezocht enkele jaren de Europese School in Luxemburg. Balkenhol deed evenwel zijn eindexamen aan het Kasseler Friedrichsgymnasium.
Hij studeerde van 1976 tot 1982 aan de Hochschule für bildende Künste Hamburg in Hamburg bij Ulrich Rückriem. Daarna was hij docent aan de Städelschule in Frankfurt am Main. Sinds 1991 is hij hoogleraar aan de Staatliche Akademie der Bildenden Künste Karlsruhe in Karlsruhe.
Balkenhol maakt beelden, reliëfs, tekeningen en zeefdrukken. Zijn grofgehakte en kleurig beschilderde houtsculptures zijn evenwel z'n handelsmerk geworden. Zijn belangrijkste werkmateriaal is populierenhout. Typerend voor zijn stijl is hierbij een sokkel van hetzelfde materiaal. Daarbij lijken beeld en sokkel uit een stuk gemaakt. Het gebruikte materiaal blijft in zijn werk altijd herkenbaar en ook de verflaag verbergt dit niet. Zijn sculpturen tonen mensen, dieren en bouwwerken; soms op een surrealistische wijze gecombineerd. De mens staat voor hem centraal in zijn kunstwerken.
Balkenhol leeft in Karlsruhe en Meisenthal in het departement Moselle in Frankrijk.

## Werken (selectie)

### Musea
- Kunstmuseum Basel

- 12 vrienden (12 Freunde), reliëf in hout van pijnboom van 1988
- Museum für Moderne Kunst, Frankfurt

- 57 pinguïnen (57 Pinguine) in hout van Wawa van 1991
- Museum im Kulturspeicher, Würzburg

- Het grote hoofdreliëf van man en vrouw (Großes Kopfrelief Mann und Frau) 2000, in hout van populier en in kleuren
- Museum Ludwig, Keulen
- Neues Kunstmuseum, Frankfurt am Main
- Museé d'Art Moderne Grand-Duc Jean, Stad Luxemburg

- Castle van 2003, Groothertog Jan van 2006, Groothertogin Josephine Charlotte, reliëfs in hout

### Openbare ruimte
- Palais am Pariser Platz, Berlijn
- Bonhoefferkirche, Wolfsburg
- Vier Männer auf Bojen in Hamburg:
  - Hamburg-Altona, Elbe
  - Hamburg-Bergedorf, Serrahn
  - Hamburg-Mitte, Außenalster
  - Hamburg-Harburg, Süderelbe
- Mann auf dem Hals einer Giraffe voor Tierpark Hagenbeck in Hamburg-Stellingen
- Mann + Frau voor de Zentralbibliothek in Hamburg
- Große Säulenfigur, Senser-Platz in Lörrach
- Mann mit Hirsch, Hannover
- Mann im Turm, beeldenroute Gießener Kunstweg in Gießen
- Neue Eiserne Mann (2004), Kleef
- MARTa, Herford
- Der Arm voor het Deutsches Schiffahrtsmuseum, Bremerhaven
- Mann mit ausgebreitenen Armen und weißem Hemd, Kaufinger Hof in München
- Balanceakt (Man in evenwicht) voor het Axel-Springer-Huis in Berlijn
- Sphaera, Kapitelplatz in Salzburg
- Frau im Fels, Toscaninihof in Salzburg
- Zonder Titel, Muzenpark in Almere Stad-West
- Rembrandt, Leiden
- Grote man, kleine man, Amsterdam (1999)

## Fotogalerij

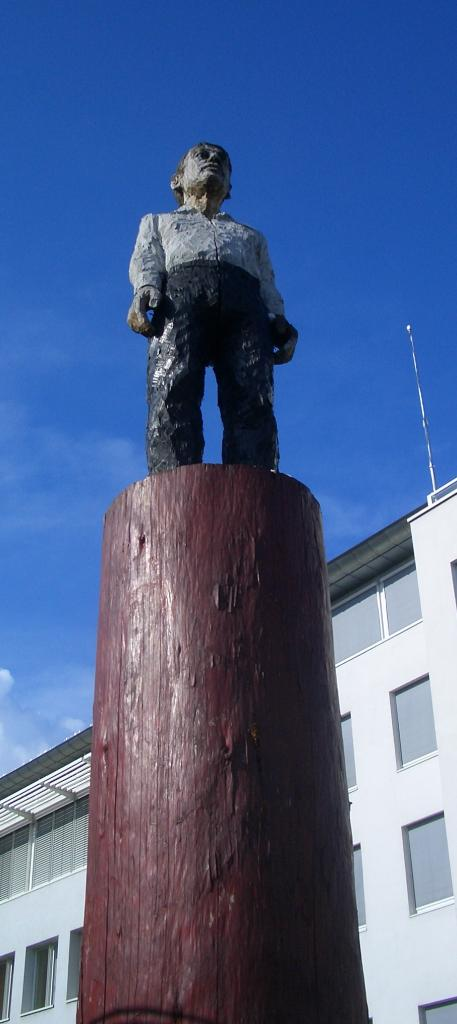
Große Säulenfigur in Lörrach
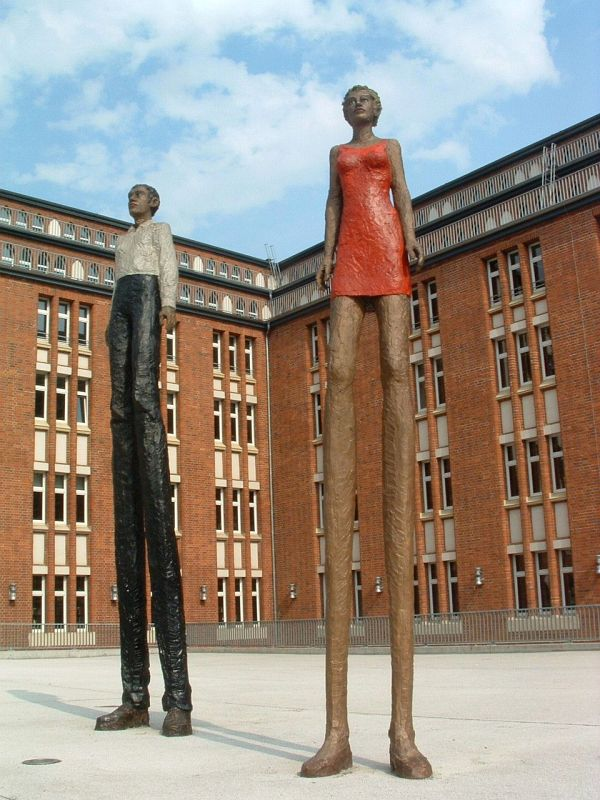
Mann + Frau in Hamburg
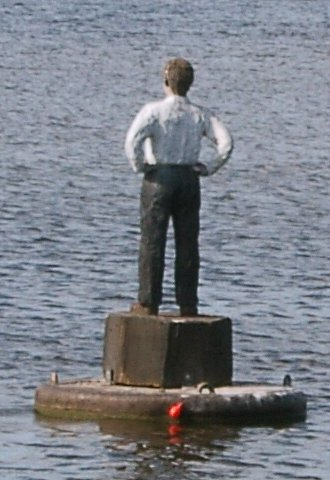
Man op boei Außenalster in Hamburg
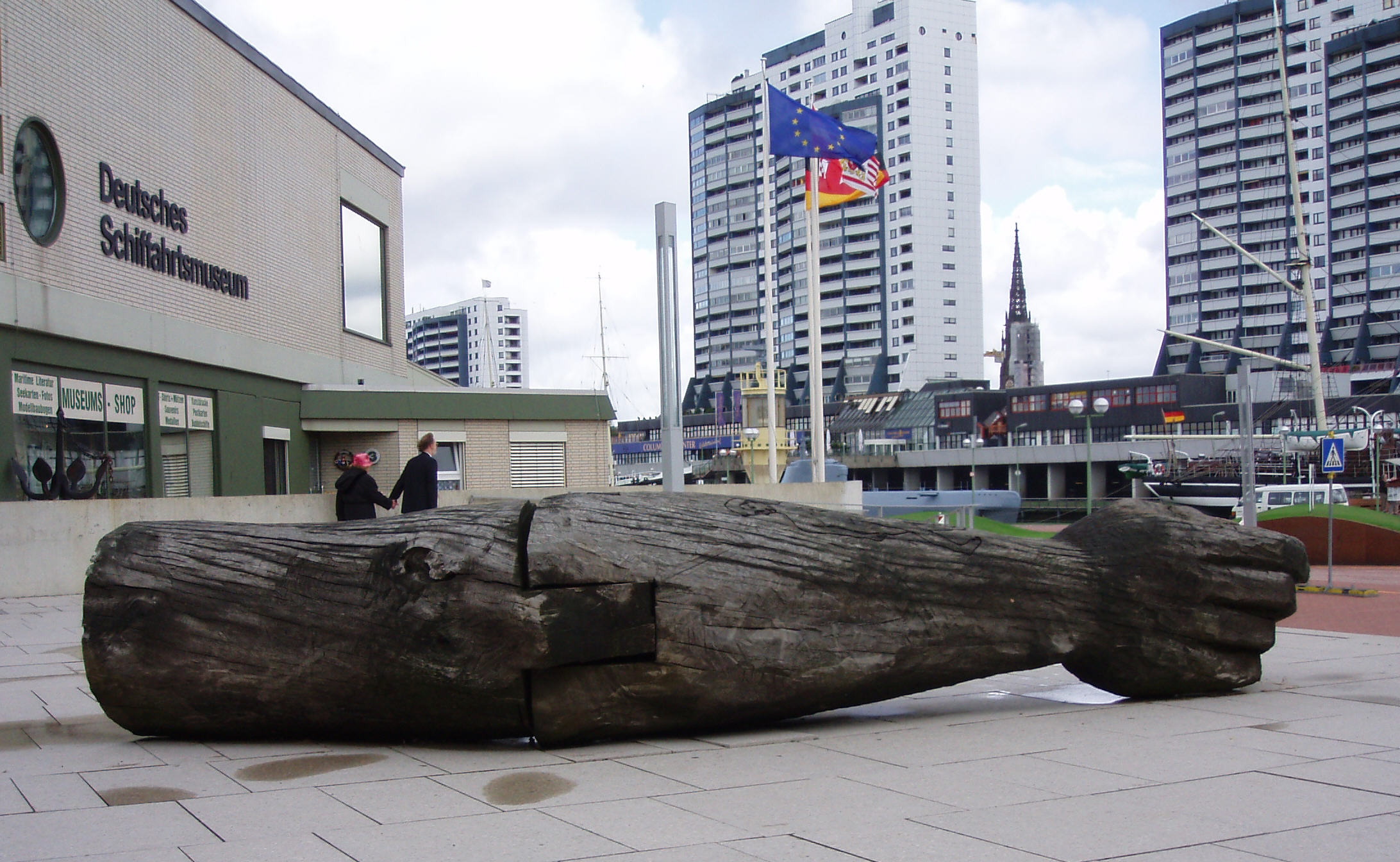
Der Arm voor het Deutsches Schiffahrtsmuseum in Bremerhaven
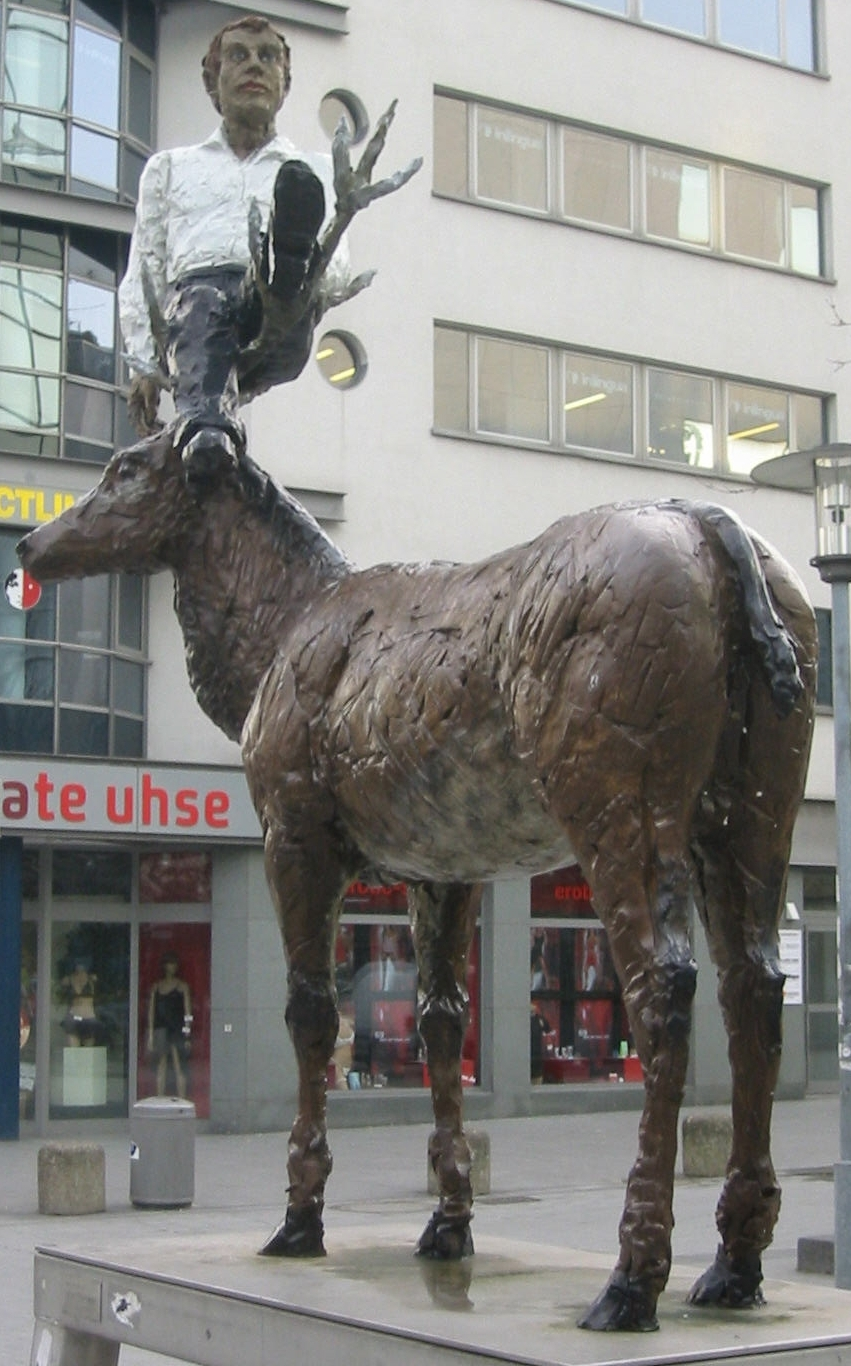
Mann mit Hirsch in Hannover
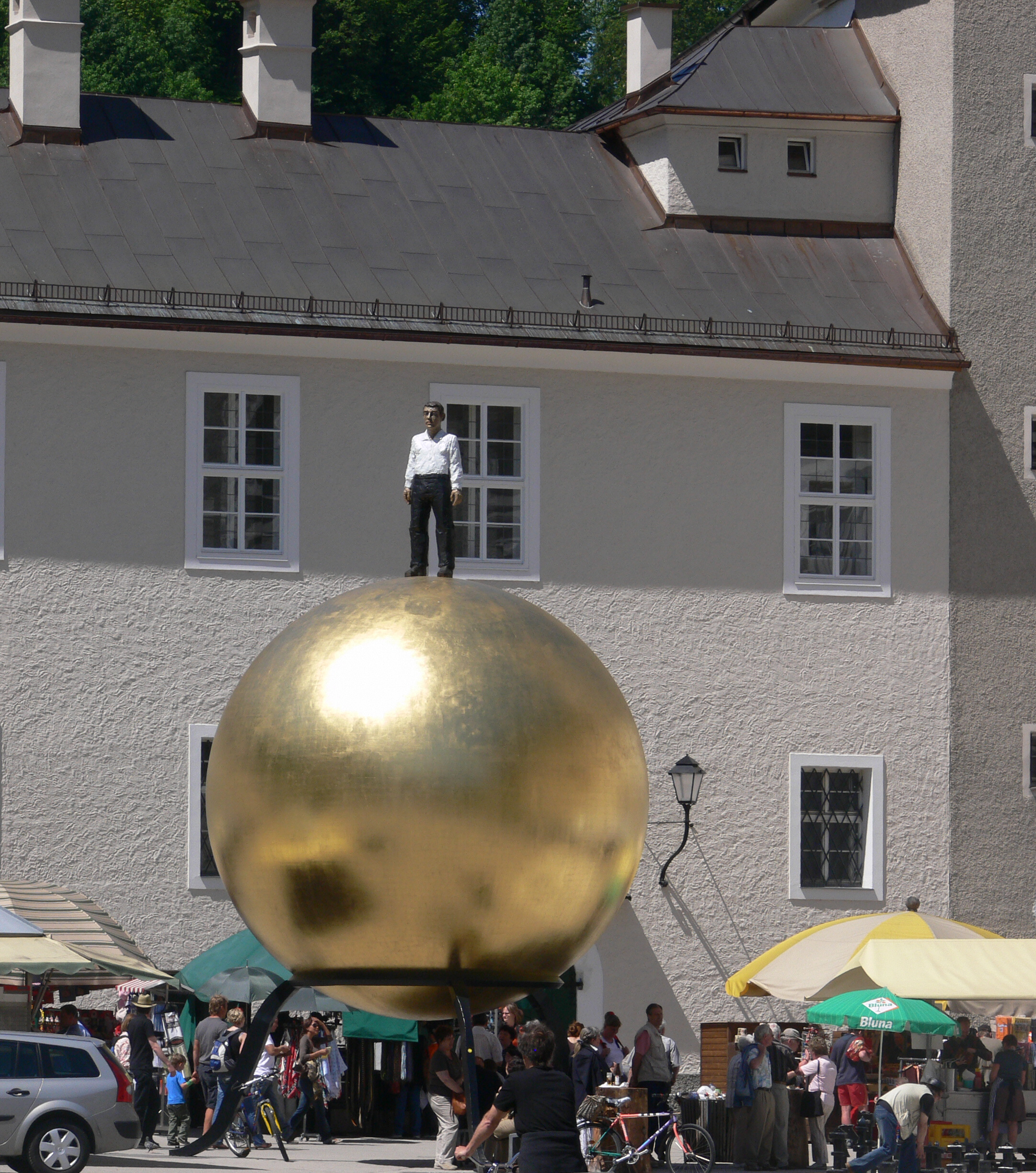
Sphaera in Salzburg
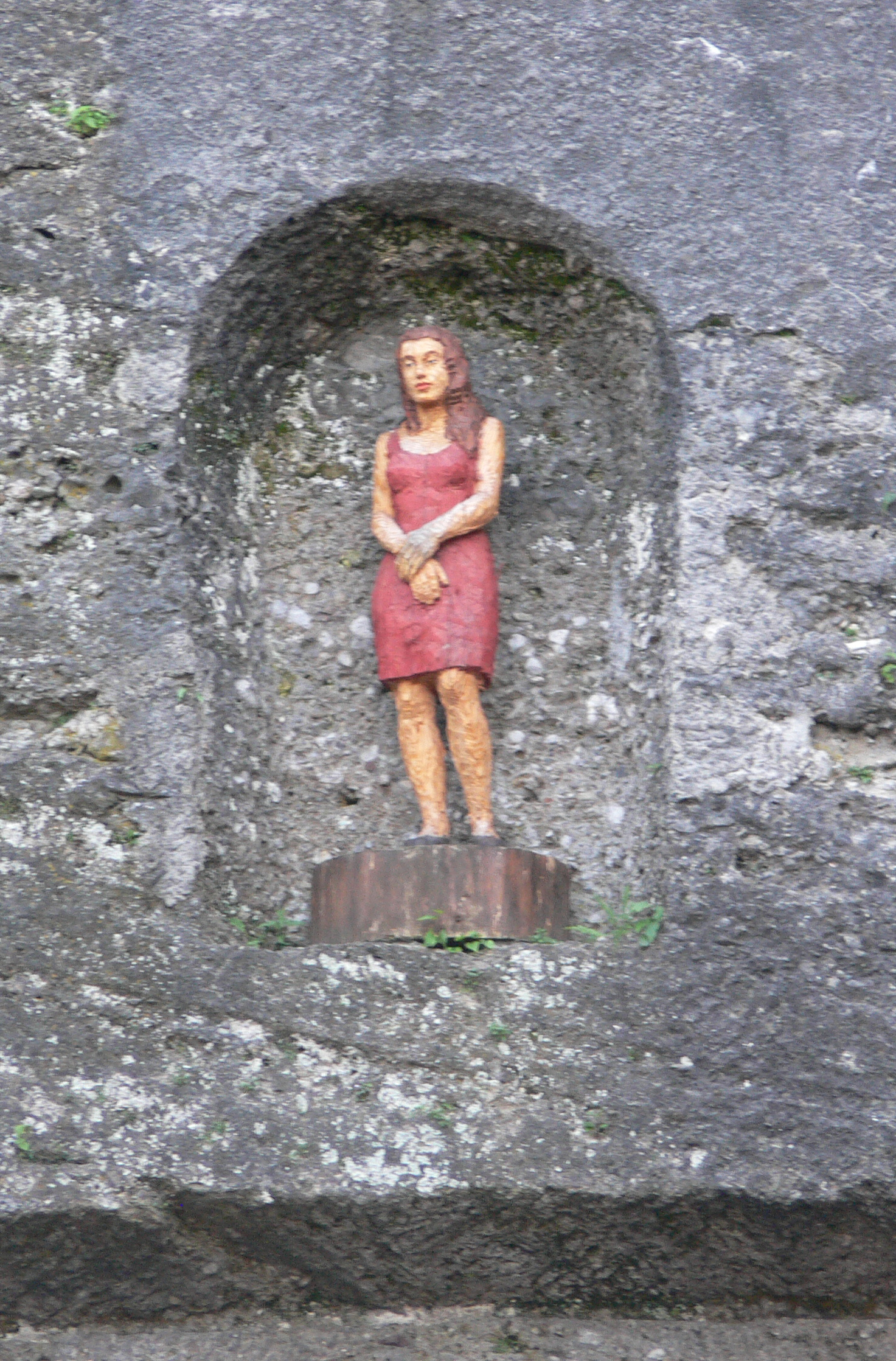
Frau im Fels in Salzburg
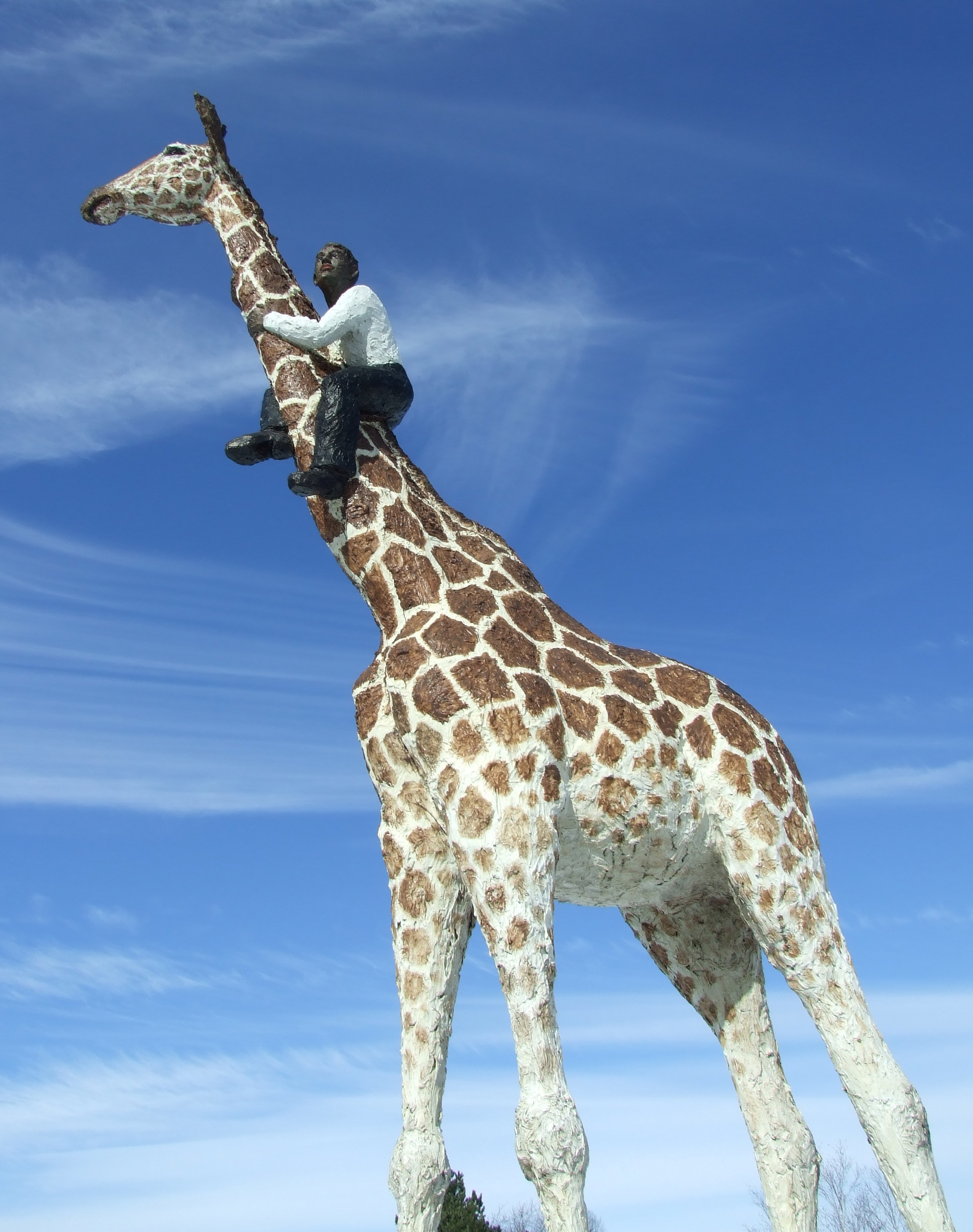
Mann auf dem Hals einer Giraffe (2001) in Hamburg
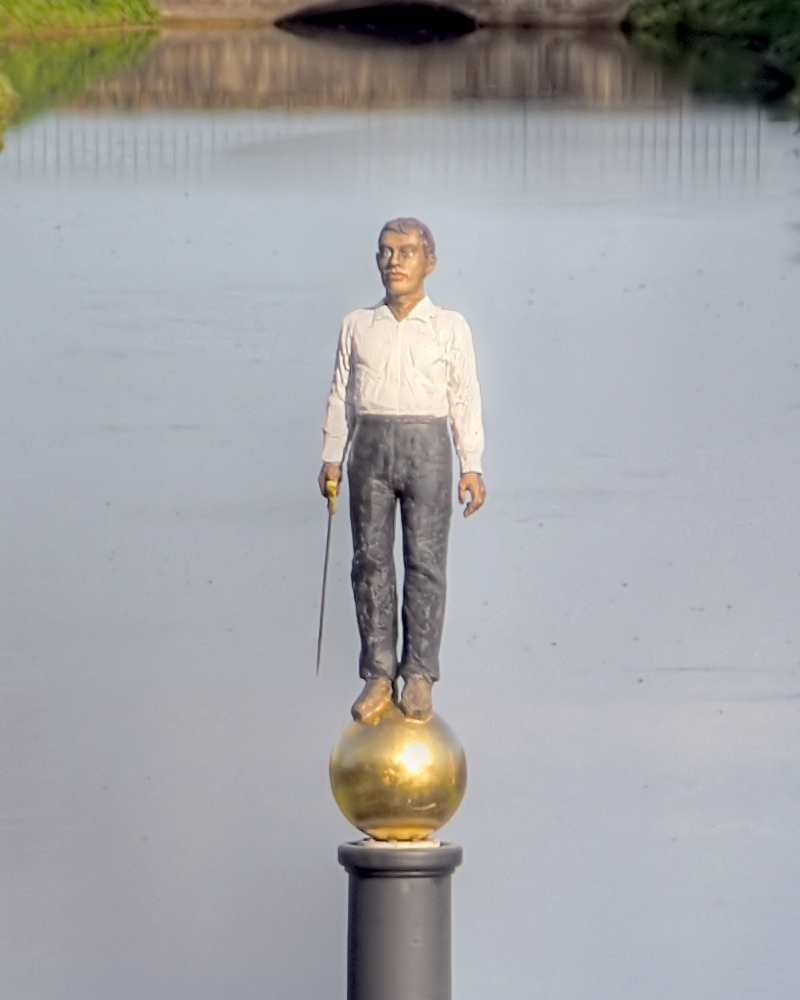
Neue Eiserne Mann (2004) in Kleef
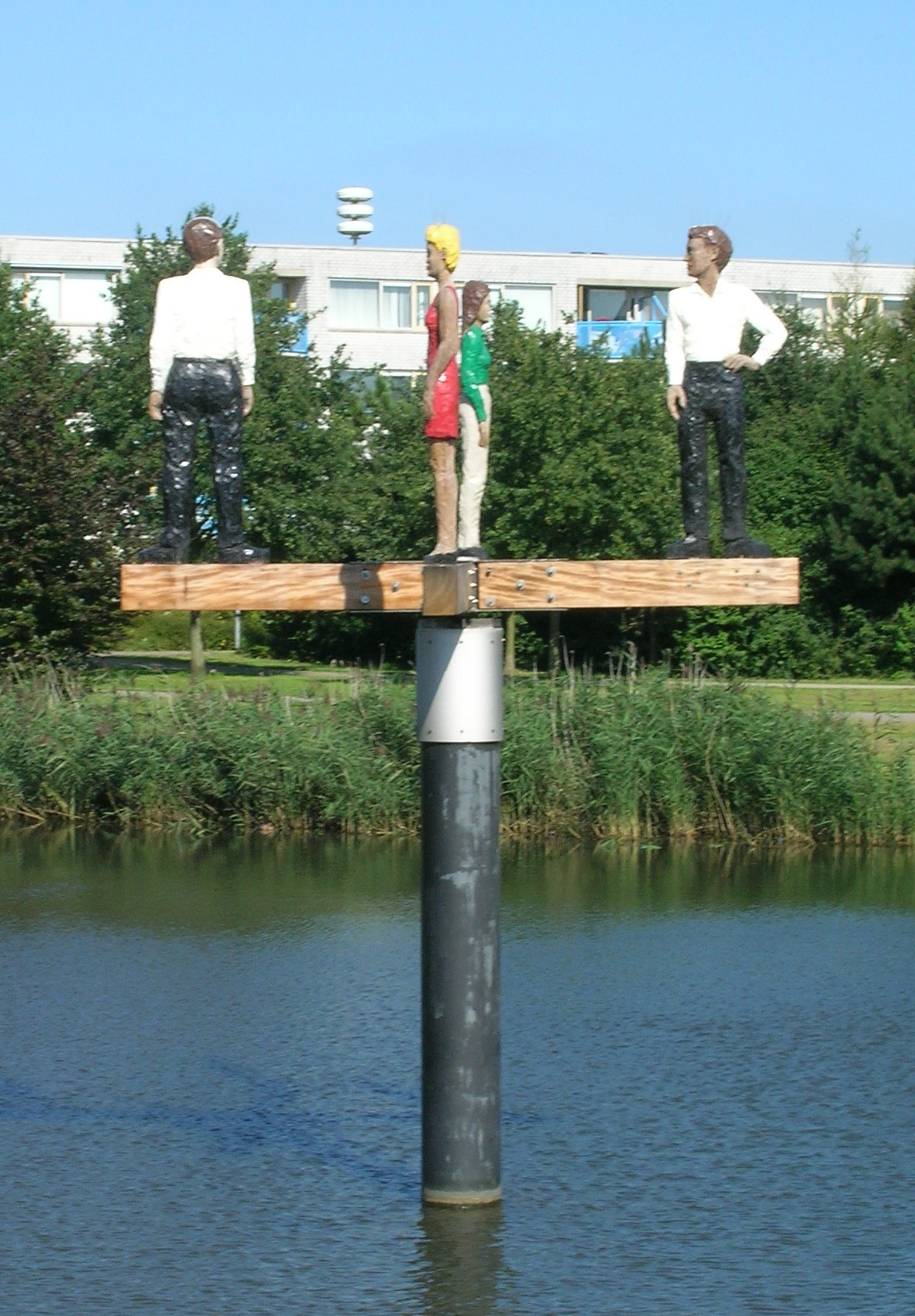
Zonder titel (1998) Muzenpark in Almere Stad-West
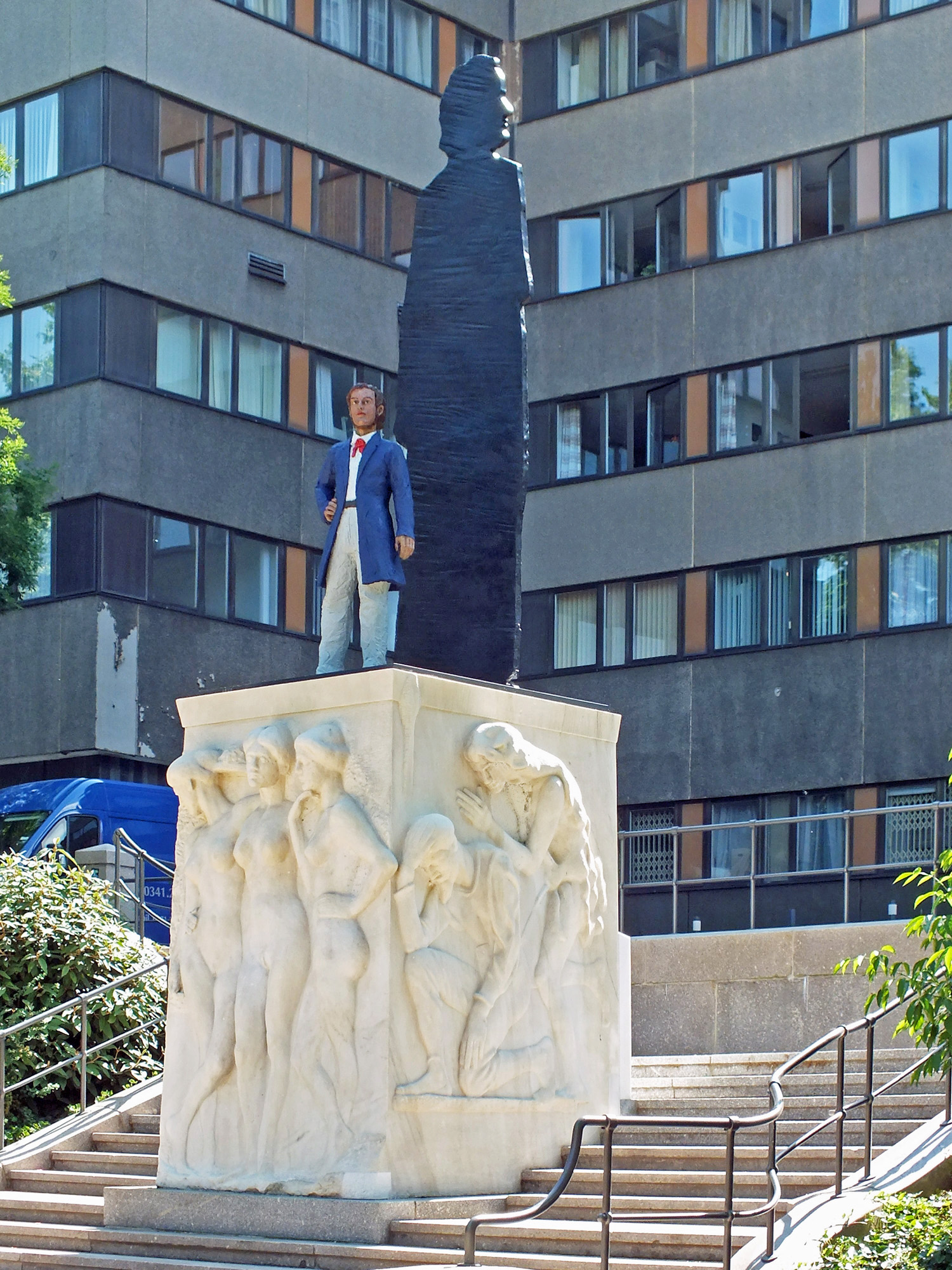
Monument voor Richard Wagner, Leipzig (2013)